# Polynucleotid-5′-Hydroxylkinasen
Polynucleotid-5'-Hydroxylkinasen (EC 2.7.1.78), oft nur als Polynukleotidkinasen (PNK) bezeichnet, sind Enzyme, die den Transfer einer Phosphatgruppe von dem Donor ATP auf das 5’-Hydroxylende eines Polynukleotids übertragen. Wie alle Kinasen sind sie daher Phosphotransferasen.
Sie katalysieren die Reaktion:
ATP + 5'-Dephospho-DNA {\displaystyle \rightleftharpoons } ADP + 5'-Phospho-DNA
ATP und 5’-Dephospho-DNA sind die Substrate während ADP und 5‘-Phospho-DNA die Produkte der Reaktion sind. Polynukleotidkinasen katalysieren also den Transfer eines gamma-Phosphates vom ATP zum freien Hydroxylende einer DNA oder einer RNA.
Polynukleotidkinasen werden von Bakteriophagen (wie dem T4-Phagen) codiert. Die Reinigung und Charakterisierung gelang zuerst 1965 bei der Untersuchung von Extrakten des Bakteriums Escherichia coli, das zuvor mit T4-Phagen infiziert wurde.

## Beispiele
Die T4-Polynukleotidkinase ist ein wichtiges Enzym in der Molekularbiologie, da es das Markieren von Nukleinsäuren an deren 5‘-Ende (engl. end labeling) und hier insbesondere von Oligonukleotiden erlaubt. Vor der Etablierung nicht-radioaktiver Methoden waren mit PNK markierte DNA-Moleküle u. a. Substrate für die Sequenzierung nach Maxam & Gilbert. Auch die Ligation synthetischer DNA setzt ein 5‘-Phosphat voraus. Da die Reaktion reversibel ist, kann bei der Markierungsreaktion in einer Austauschreaktion auch 5‘-Phospho-DNA eingesetzt werden. In diesem Fall wird die Reaktion mit einem Überschuss an γ-32P-ATP und ADP durchgeführt.
Eine menschliche Polynukleotidkinase wurde 1999 entdeckt. Das Protein, Polynucleotidkinase-3'-Phosphatase, ein bifunktionelles Protein das neben der 5'-Kinaseaktivität eine 3'-Phosphataseaktivität aufweist, spielt eine Rolle bei der DNA-Reparatur.